# Jindřich Černý

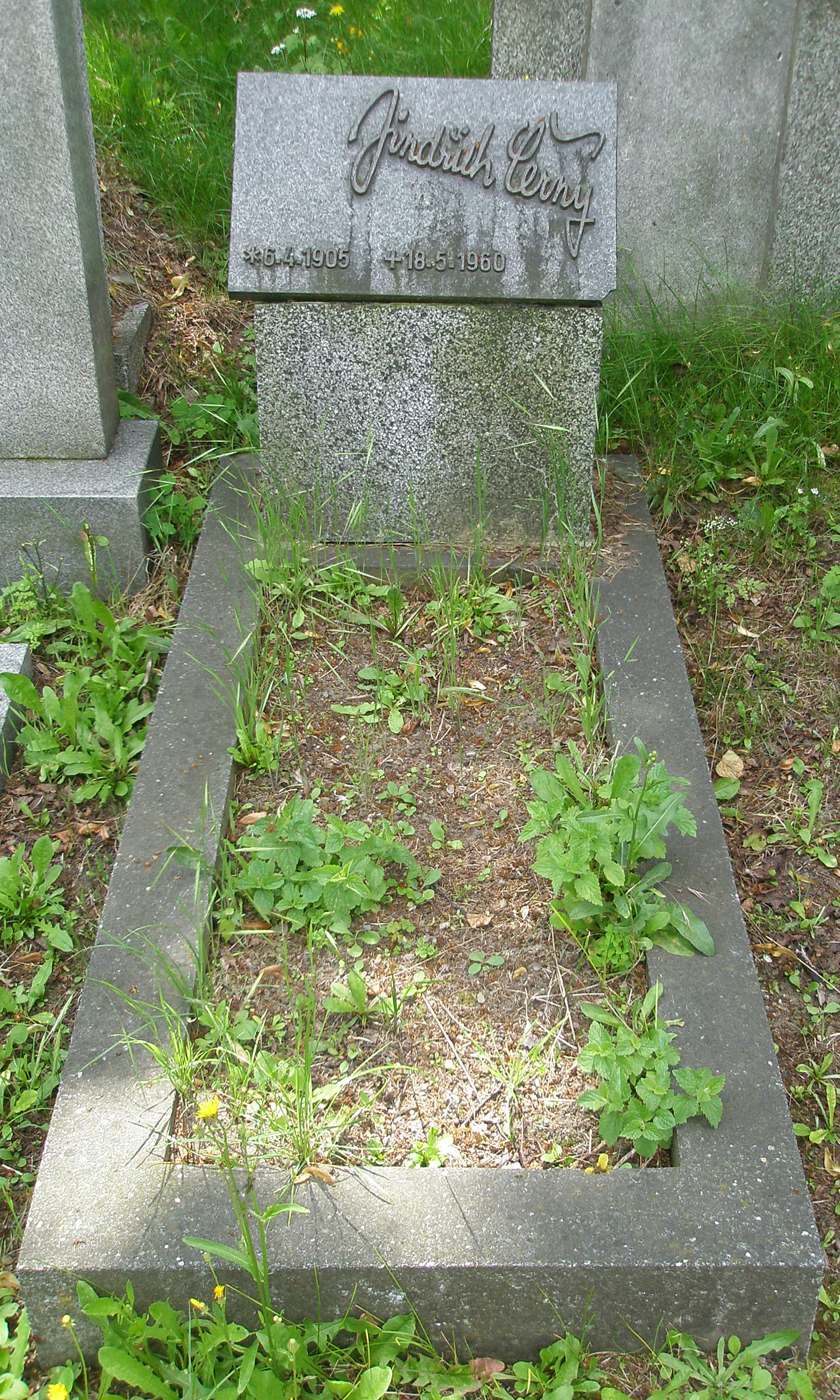
Hrob básníka Jindřicha Černého na hřbitově v Nuslích

Jindřich Černý (6. dubna 1905 Mladá u Lysé nad Labem, nyní součást Milovic – 18. května 1960 Praha) byl český spisovatel (básník, prozaik, autor pohádek a loutkových her) a překladatel (z němčiny, lužické srbštiny a esperanta).

## Život
Jindřich Černý se sice narodil ve středních Čechách, ale za svůj rodný kraj už považoval Čechy severní. Když mu byly dva roky, bylo veškeré obyvatelstvo z jeho rodné vsi vysídleno kvůli vytvoření vojenského cvičiště. Rodina se přestěhovala do Drahůnek a později do Běhánek u Teplic, kde jeho otec pracoval jako truhlář. Po ukončení gymnázia v Duchcově pracoval od roku 1925 v továrně na dýmky v Teplicích. Roku 1926 začal pracoval v poštovních službách, a to zpočátku jako pomocný telegrafní dělník v Ústí nad Labem a od roku 1927 jako výpomocný poštovní úředník v Děčíně. Od roku 1931 působil v různých administrativních funkcích na hlavní poště v Praze. Koncem padesátých let musel odejít kvůli srdeční chorobě do invalidního důchodu.
Své básně začal knižně publikovat od roku 1934 (předtím ve studentských a v dalších časopisech, např. v duchcovském Krušnohorském obzoru). Ve čtyřicátých letech se věnoval především próze a ke konci života tvorbě pro děti. Jeho poezie je námětově velmi bohatá (sociální a národnostní tragika, milostné a venkovské motivy). Významná je i jeho činnost osvětová a spolková (působil ve Společnosti přátel Lužice, pro Český rozhlas připravoval pořady o Lužici, pracoval v esperantském hnutí a také v Církvi československé.
Spolupracoval i s Lužickosrbským kroužkem na 91. osmileté střední škole v Praze-Nuslích (tehdy Praha XIV. nám. Československých legionářů, dnes Praha 4, Táborská ul.). Zemřel v roce 1960 a byl pohřben na Nuselském hřbitově v Praze.

## Dílo

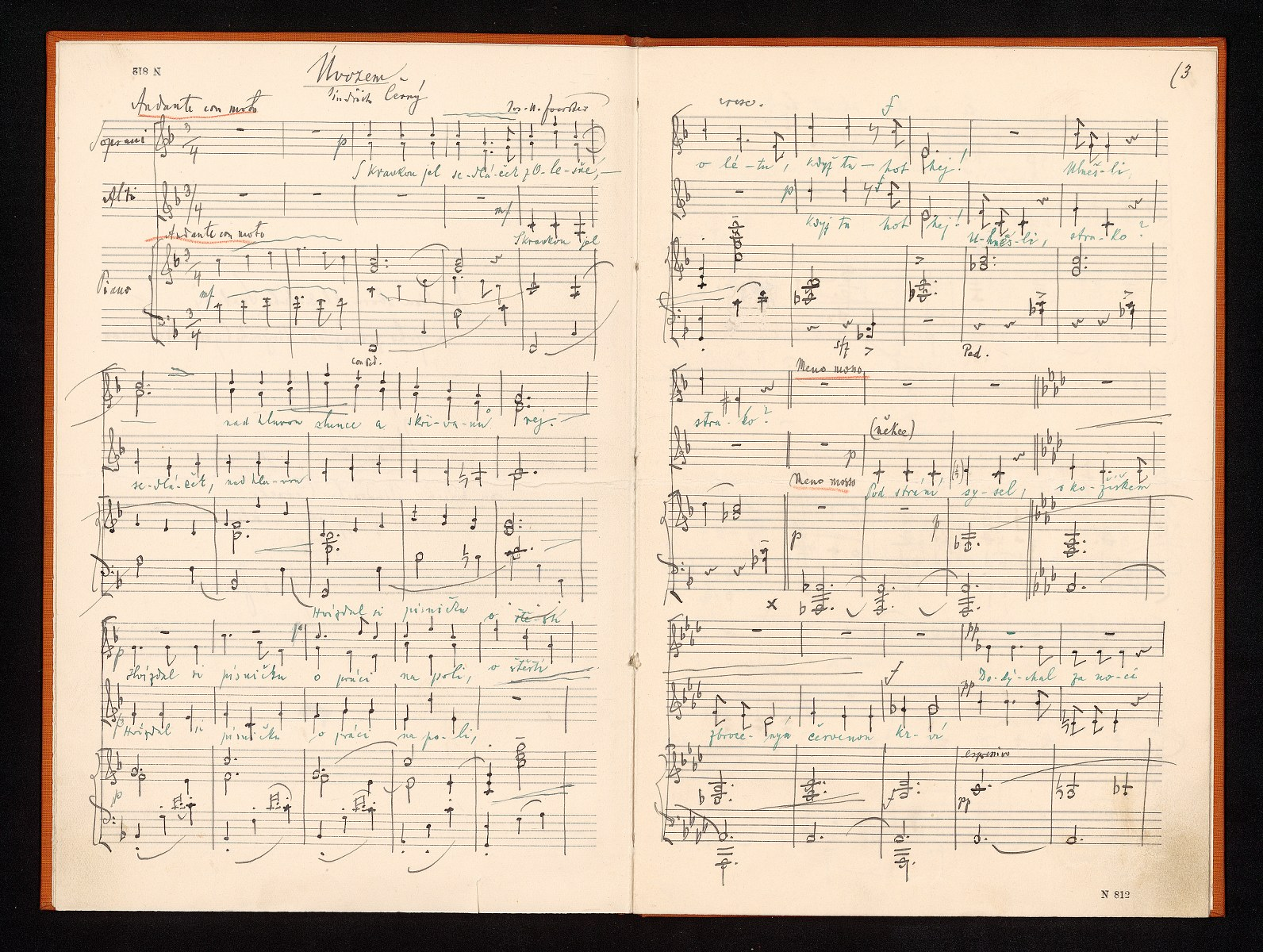
Rukopis Foerstrovy skladby Úvozem na text Jindřicha Černého (SOkA-Kladno)

### Básnické sbírky
- Boží muka (1934), lyrika,
- Rudých vůní bílé květy (1937), intimní lyrika,
- Slunce a sníh (1941),
- Přes plot za větrem (1941),
- Jitra nad stezkou (rukopis).

### Próza
- Na režné niti (1943), sbírka povídek,
- Čtvrtá silnice (1944, román, přepracované vydání roku 1947 s názvem Přelomy (pod pseudonymem J. Čerň), tragický příběh z hornického prostředí na Kladensku,
- Ve stínu komínů (1945), sbírka povídek,
- Český věnec Lužici 1946, sborník.

### Pro děti
- Když se večer stmívá (1944), pohádky,
- Pohádky pražského strýčka (1949),
- Kocour a kuchař (1955), divadelní hra pro děti,
- Pecivál (1956), divadelní hra pro děti,
- Začarovaný princ (1959), divadelní hra pro děti.